# چیزلیانو
چیزلیانو (به ایتالیایی: Cisliano) یک کومونه در ایتالیا است که در استان میلان واقع شده‌است. چیزلیانو ۱۴٫۷ کیلومتر مربع مساحت و ۴٬۶۵۹ نفر جمعیت دارد و ۱۲۸ متر بالاتر از سطح دریا واقع شده‌است.